# Коллис, Саймон
Саймон Пол Коллис (англ. Simon Paul Collis; род. 23 февраля 1956) — британский дипломат, посол в Саудовской Аравии.

## Биография
Коллис получил образование в школе короля Эдуарда VII (Шеффилд), с 1967 до 1973 года и в колледже Христа в Кембридже.
Он занимал дипломатические посты в Бахрейне, Тунисе, Индии, Иордании, Дубае  и Басре. Он был Генеральным консулом в Басре с 2004 по 2005 год. Он был послом Великобритании в Катаре (2005—2007), и Сирии (2007—2012). Покинул Сирию в феврале 2012 года, после того как британское правительство отозвало своих сотрудников. С 2012 года по сентябрь 2014 года был послом в Ираке В феврале 2015 года вручил верительные грамоты в качестве посла Великобритании в Саудовской Аравии.
В 2014 году заслуги перед Британией в Ираке и Сирии Коллису присвоили орден Святого Михаила и Святого Георгия.
В 2016 году Коллис стал первым представителем Великобритании, совершившим хадж после обращения в ислам.
Жена — сирийка Худа Мужджаркиш. Имеет 5 детей.